# オン・ザ・ロード (2012年の映画)
『オン・ザ・ロード』（On the Road）は、ウォルター・サレス監督による2012年のブラジル・フランスの青春・ドラマ映画である。ジャック・ケルアックの1957年の小説『オン・ザ・ロード』（旧邦題『路上』）を原作としており、サム・ライリー、ギャレット・ヘドランド、クリステン・スチュワート、キルスティン・ダンスト、ヴィゴ・モーテンセン、エイミー・アダムス、トム・スターリッジ、アリシー・ブラガ、エリザベス・モス、ダニー・モーガンらが出演する。製作総指揮はフランシス・フォード・コッポラである。2500万ドルの製作費をかけて2010年8月4日よりケベック州モントリオールなどで撮影が行われた。
2012年5月23日に第65回カンヌ国際映画祭のコンペティション部門でプレミア上映され、パルム・ドールを争った。

## キャスト
（）内はモデルとなった人物
- サル・パラダイス（フランス語版）（ジャック・ケルアック） - サム・ライリー
- ディーン・モリアーティ（フランス語版）（ニール・キャサディ） - ギャレット・ヘドランド
- メリールウ（ルアンヌ・ヘンダーソン） - クリステン・スチュワート
- カミール（キャロリン・キャサディ） - キルスティン・ダンスト
- オールド・ブル・リー（ウィリアム・バロウズ） - ヴィゴ・モーテンセン
- ジェーン（ジョーン・ヴァルマー） - エイミー・アダムス
- カーロ・マルクス（アレン・ギンズバーグ） - トム・スターリッジ
- テリー（ベア・フランコ） - アリシー・ブラガ[10]
- ギャラテア・ダンケル（ヘレン・ヒンクル） - エリザベス・モス[10]
- エド・ダンケル（アル・ヒンクル） - ダニー・モーガン[10]
- トール - スティーヴ・ブシェミ[10]
- ウォルター[10] - テレンス・ハワード
- トニア - ジゼル・イティエ（英語版）
- ガブリエル・レベスク[11] - マリー＝ジネット・グアイ（フランス語版）

## 製作

### 本作以前の試み
1957年、ジャック・ケルアックは俳優のマーロン・ブランドに手紙を送り、ブランドがディーン・モリアーティ、ケルアック自身がサル・パラダイスを演じることを提案した。ブランドはその手紙に反応を示さず、その後ワーナー・ブラザースが11万ドルで映画化権を手に入れようとしたが、ケルアックの代理人のスターリング・ロードが断った。ロードはパラマウント映画に15万ドルを希望し、ブランドをキャスティングさせたがった。契約は結局成立せず、ケルアックは代理人があまりにも多くの金額を要求していることに怒った。
1979年にフランシス・フォード・コッポラが権利を獲得した。数年にわたり、彼(コッポラ)はマイケル・ハーやバリー・ギフォードを含む多くの脚本家を雇い、息子のロマン・コッポラも参加した。1995年、製作者たちは16mmフィルムで白黒撮影することを計画し、詩人のアレン・ギンズバーグと共にオーディションを開催したが、プロジェクトは失敗に終わった。数年後、彼はイーサン・ホークとブラッド・ピットにサル・パラダイスとディーン・モリアーティを演じさせようとしたが、失敗に終わった。2001年、コッポラは小説家のラッセル・バンクスを雇って脚本を書かせ、ジョエル・シュマッカー監督、ビリー・クラダップをサル・パラダイス役、コリン・ファレルをディーン・モリアーティ役で製作しようとしたが、最終的にこれも見送られた。

### プリプロダクション
コッポラは『モーターサイクル・ダイアリーズ』を見てブラジルのウォルター・サレスを本作の監督として雇った。2008年末、アメリカで経済危機が起こり、出資者であるフランスのパテ社は製作費を3500万ドルから大幅に減らそうと考え、サレスはゴーサインが出るのを待っていた。プロデューサーのレベッカ・イェルダムは彼らがサレスが監督することを想定していなかったことに気づいた。サレスはパリのMK2プロダクションズに映画への情熱を語った。2010年の第63回カンヌ国際映画祭でMK2は2500万ドルの予算で製作に合意し、他にコッポラのアメリカン・ゾエトロープ、イギリスのフィルム4、フランスのフランス2シネマ、Canal+、フランス・テレビジョン、Ciné+、ブラジルのビデオフィルムズが参加した。

### 撮影
撮影は2010年8月4日よりカナダのモントリオールで開始された。モントリオールの後、ケベック州 ガティノーで行われた。その映像は1947年のコロラド州デンバーとして使われた。2010年10月半ば、5日間にわたってアルバータ州カルガリーで撮影が行われた。またニューオーリンズで撮影した後、映画の最後の場面を撮るためにモントリオールに戻った。12月初頭にはサンフランシスコで1週間の撮影が行われた。サレスはまた、メキシコでの数週間の撮影を希望したが、麻薬戦争の激化のために断念し、代わりにアリゾナ州へと移った。さらにアルゼンチンとチリでも行われた。

## 公開
2012年5月23日、第65回カンヌ国際映画祭のコンペティション部門で上映された。また2012年9月6日、第37回トロント国際映画祭で124分の短縮版が上映された。
北米での配給権はAMCがIFCフィルムズとサンダンス・セレクションズと共に購入した。イギリスでの配給権はライオンズゲートが購入した。
アメリカ合衆国では2012年12月21日に公開された。

### 批評家の反応
Rotten Tomatoesでは135件のレビューで支持率は44%となった。